# Березниця (притока Бобра)
Березниця — річка в Україні, у Рокитнівському й Березнівському районі Рівненської області. Права притока Бобра (басейн Дніпра).

## Опис
Довжина річки приблизно 10,4 км.

## Розташування
Бере початок на північному заході від Борового. Тече переважно на південний захід через урочище Березнину і впадає у річку Бобер, праву притоку Случі.